# 馬場弘融
馬場 弘融（ばば ひろみち、1944年（昭和19年）12月17日 - ）は、日本の政治家。東京都日野市長（4期）、東京都市長会会長、日野市議会議員（2期）を務めた。

## 概要
東京都出身。東京都立立川高等学校ではバスケットボール部所属で、中井洽が先輩にいた。慶應義塾大学法学部政治学科卒業後、日野市消防団に入団し、1993年まで所属した。日野市商工会理事、日野青年会議所理事長を経て、日野市議会議員に当選。市議を2期務めた後、1997年から2013年まで市長。2012年からは東京都市長会会長も務めた。2015年春の叙勲で旭日小綬章受章。2018年から立川高校の同窓会である一般社団法人紫芳会の理事長。
趣味は読書（歴史小説）、ギター演奏、オペラ・ミュージカル鑑賞、ソフトボール。